# Герасименко, Руслан Анатольевич
Руслан Анатольевич Герасименко (укр. Руслан Анатолійович Герасименко; род, 3 января 1983 года, Днепропетровск, Днепропетровская область) — российский и украинский актёр, режиссёр, вокалист и продюсер.

## Биография
Родился 3 января 1983 года в Днепропетровске, Украинская ССР.
Семья переехала в посёлок Сеймчан Магаданской области РСФСР. В 1989 году Руслан с семьей вернулись на Украину.
В 2000 году поступил в Днепропетровский театрально-художественный колледж. Через две недели обучения был переведён на второй курс.
В 2003 году, по окончании колледжа, переехал в Одессу, где с 2003 по 2011 год работал в Одесском академическом русском драматическом театре. Участвовал в спектаклях режиссёров: Дзекун А. И., Голомазова С. А., Гирбы А. А., Райхельгауз И. Л., Виктюка Р. Г., постановках режиссёра Ковтуна Г. А. (мюзиклы: «Пеппи», роль пирата Блумтуха, «Степан Разин», роль есаула Лазаря, кровавого сподвижника атамана Разина, рок-опера «Девушка и Смерть», роль Иуды), спектакле Алексея Гирбы «Красное и чёрное» по одноимённому роману Стендаля (главная роль Жульена Сореля). В постановке детского спектакля «Приятного аппетита, тигр!» заслуженного артиста Украины Анатолия Антонюка по пьесе Д. Биссета исполнил роль Кузнечика Дэнди.
В 2012 году переехал в Москву, поступил на режиссёрский факультете РАТИ-ГИТИС (мастерская Иосифа Рейхельгауза). С 2012 года — актёр театра «Школа современной пьесы», сотрудничает с камерным театром «Страна счастья», где поставил первую режиссёрскую работу — музыкальный спектакль «Сильва» или «Кабаре Будапешт» по мотивам оперетты Имре Кальмана. В составе ансамбля принял участие в зонг-опере «TODD». Исполнил роль Пса в мюзикле «Бременские музыканты» продюсерского центра «Триумф».
Супруга — актриса и модель Александра Штолина, имеет три дочери.

## Творчество
С апреля 2014 года играет главную роль тёмного мага Рейстлина в российском фентези-мюзикле «Последнее испытание» постановки режиссёра Полины Меньших.
В 2015 году принял участие в рок-опере «Жанна д`Арк» театра «Тампль», роль Жана Дюнуа, бастарда Орлеанского, сподвижника Орлеанской Девы.
В 2015 году при поддержке авторов мюзикла Елены Ханпиры и Антона Круглова поставил собственную версию мюзикла «Последнее испытание» по мотивам литературной и игровой серии DragonLance (в перев. «Драконье Копьё» или «Сага о Копье») авторов Лоры и Трейси Хикмена, а также Маргарет Уэйс, которая гастролирует по России и странам ближнего зарубежья, где играет тёмного мага Рейстлина Маджере.
С 2015 года участвует в камерных спектаклях компании «Дилявер».
В декабре 2015 года записал дуэт «Черта 391» с группой «Ясвена», Ольгой Вайнер, в 2016 году — свой первый вокальный «Дебютный альбом» на музыку композитора Антона Круглова и Елены Мининой.
5 марта 2017 года в качестве режиссёра поставил фильм-спектакль «Последнее испытание», снятый при поддержке аудитории поклонников мюзикла.
В мае 2018 года под режиссурой Герасименко проходила премьера стационарной постановки «Последнее испытание. Перезагрузка» в Москве в театре «Русская песня» с участием Андрея Бирина, Елены Бахтияровой, Ростислава Колпакова, Елены Ханпиры, Веры Зудиной, Сергея Смолина, Александры Штолиной, Фёдора Воскресенского и Олега Зимина, участие в ансамбле принял Ярослав Баярунас. До 10-11 декабря 2022 года и закрытия постановки «Последнее испытание» исполнял в ней роль Рейстлина, вышел 10-12 декабря в роли Карамона в Москве в КЗ Измайлово, ввод состоялся 10 сентября в Санкт-Петербурге в Выборгском Дворце Культуры. 7 октября 2018 года постановка «Последнее Испытание» приняла участие на Comic-Con Russia, представили её Андрей Бирин, Елена Минина, Ростислав Колпаков и Дарья Бурлюкало, исполнив арии из произведения.
В 2019 году поставил как один из продюсеров мюзикл «Вий» Николая Покотыло, получивший 7 декабря 2020 года XIII ежегодную международную театральную премию зрительских симпатий «Звезда Театрала» как «Лучший музыкальный спектакль». Герасименко сыграл в спектакле 9 октября 2022 роль Сотника и следом роль Ректора 4 ноября, с 3 марта 2023 года исполняет роль Хомы Брута.
В 2020—2021 годы совместно с Алексеем Франдетти и его режиссурой ставил «Новогодний мюзикл», вошедший в 2021 году в шорт-лист премии зрительских симпатий «Звезда Театрала» как «Лучший музыкальный спектакль».
В 2021 вместе с коллегами Дарьей Бурлюкало, Павлом Стукаловым и Александрой Каспаровой принял участие в стрим-концерте «The Last Trial» на Twich-канале Павла Стукалова, исполнил репертуар фэнтези-мюзикла «Последнее Испытание» на английском языке для зарубежного зрителя проекта.
4 июля 2023 года принял участие в проекте «АртМафия Show» в Театре Стаса Намина Намина. В 2021 году — ведущий еженедельного стрима о жанре мюзикла «А не пошли бы вы на мюзикл» совместного проекта «Musical Lover» и «Creative lab STAIRWAY» для телеканала «Продвижение».
23-25 сентября 2022 года во Дворце на Яузе состоялись превью показы, 21-23 октября премьера мюзикла «Человек, который смеётся» по мотивам одноимённого романа Виктора Гюго под режиссурой Герасименко и его участием в роли Баркильфедро. 26 марта 2023 года постановка выиграла премию фестиваля мюзикла «Х-40» и попала в лонг-лист премии «Звезда Театрала» в номинации «Лучший музыкальный спектакль». В октябре 2023 года судейской коллегией мюзикл и режиссёр были выдвинуты на наивысшую национальную театральную премию «Золотая маска» в номинации «Оперетта-мюзикл». 24 июня 2024 года «новоиспечённый» состав жюри, пришедший накануне взамен ушедшего, в номинации «Лучшая работа режиссёра» премию решил не присуждать никому. 17 сентября 2024 года спектакль прошел на сцене Новосибирского музыкального театра в рамках V Открытого фестиваля новых музыкальных проектов «Другие берега».
В 2022 году Герасименко выступил автором сценария клипа и режиссёром-постановщиком клипа на новую песню «Песня свободы» московской фолк-рок группы «Тинтал» в московском клубе «Glastonberry».
В 2023 году Герасименко выступил режиссёром клипов в исполнении Владислава Ивойлова на его музыку композиции для нового мини-альбом «Лёгкое дыхание» с участием артистов мюзикла, на стихи рок-поетессы Маргариты Пушкиной — «Последний Романс», «Лёгкое дыхание» и «Жаль тебя не было рядом». С ноября 2023 по октябрь 2024 поставил пять концертов-презентаций прог-метал оперы «Дракула: цена вечности» по мотивам романа Брэма Стокера и фильма Фрэнсиса Копполы, на стихи и либретто Валерии Захаровой и музыку Сергея Прушинского, с элементами воздушной акробатики и при участии цирковых артистов в Москве (6.11.2023; 26.05.2024) и Санкт-Петербурге (16.03.2024), принимает участие в ансамбле газетчиком. Превью прог-метал оперы должно было состояться 18 апреля 2025 года, премьера состоится 3 и 4 ноября в КЗ «Измайлово», Москве и 16 ноября в КДЦ «Максим», Санкт-Петербурге.
В Off-театре 7 октября 2023 года срежиссировал первый свой моноспектакль «Ричард III». Делает стримы, читает сказки Татьяна Александрова «Домовёнок Кузя», «Страшные сказки» в Off-театре, проводит три лектории: «Я ненавижу театр», «Эдвард Гордон Крэг: актёр и сверхмарионетка» и «Поговорим о Шекспире и о том как он повлиял на мировой театр».
В 2024 году играет Чарли и Аро Вольтури в рок-мюзикле «Белла».
В 2025 году выпустил мюзикл «Я люблю тебя, но...», выступив режиссёром и рассказчиком от лица Бога. Спектакль стал номинантом на XVIII ежегодную международную театральную премию зрительских симпатий «Звезда Театрала — 2025» в номинации «Лучший музыкальный спектакль».

## Театральные работы
- «Шельменко Денщик» — капитан Скворцов
- «Оле Лукойе» — Оле Лукойе, голый король
- «Принцессе на горошине» — принц
- «Вертеп» — царь Ирод, Козак, Хозяин дома
- «Абрикосовая косточка» — хозяин абрикосового сада Арег
- «Красное и чёрное» (реж. Алексея Гирбы) — Жюльен Сорель
- «Вишневый сад» — Яша
- «Школа жен» — Ален
- «Ричард 3» — Герцог Йоркский
- «Гамлет» — Гильденстерн
- «Приятного аппетита, тигр!» (реж. Георгия Ковтуна) — Кузнечик Дэнди
- Мюзикл «Степан Разин» (реж. Георгия Ковтуна) — Лазарь
- Мюзикл «Пеппи» (реж. Георгия Ковтуна) — Блумтух
- Мюзикл «Кентервильское привидение» — Вашингтон
- Рок-Опера «Девушка и Смерть» — Иуда
- Мюзикл «Бременские музыканты» (реж. Борис Борейко) — Пёс
- Зонг-опере «TODD» — ансамбль
- «Последняя остановка» — Маурер.
- «Дориан Грей» — Бейзил.
- «О мышах и людях» (реж. Андрей Габышев) — Кудряш (2015)
- «Мирандолина» (реж. Андрей Габышев) — маркиз Форлипополи (2015)
- "Кабаре «Будапешт» («Сильва») (реж. Руслан Герасименко) — Эдвин (2013—2014)
- «Принцесса и свинопас» (реж. Андрей Габышев) — Принц (2013—2014)
- «Примадонны», роль — Священник.
- «Подслушанное, подсмотренное, незаписанное…» (реж. Иосиф Райхельгауз) — танцующая пара (2014)
- «Большое кулинарное приключение Реми» — Лингвини.
- «Зайка, друг Медвежонка, и Ёжик» — Ёжик.
- «Кот в сапогах» — Кот.
- Моноспектакль «Ричард III» (реж. Руслан Герасименко) (с 2023)

## Роли в мюзиклах, музыкальных спектаклях

### RIFgroup / STAIRWAY Creative Lab
- «Последнее испытание» Антона Круглова и Елены Ханпиры (реж. Руслан Герасименко) — Рейстлин Маджере, Карамон Маджере, Пар-Салиан, Даламар (2014—2022)
- «Вий» (реж. Николай Покотыло) — Сотник, Ректор (с 2022), Хома Брут (с 2023)
- «Человек, который смеётся» (реж. Руслан Герасименко) — Баркильфедро, Моджо (2022—2025)
- «Я люблю тебя, но...[англ.]» (реж. Руслан Герасименко) — Бог (c 2025)

## Роли в кино
- 2006 — «Старшая дочь» (реж. Н. Ковалёва) — курсант
- 2007 — «Коснуться неба» (реж. Л. Горовец) — Дмитрий в молодости
- 2007 — «Ворожея» (реж. И. Шевченко) — Андрей (3 серия)
- 2008 — «Одинокий ангел» (реж. Ю. Стыцковский) — Дима
- 2011 — «По горячим следам» (реж. И. Максимов) — эпизод
- 2011 — «Заяц, жаренный по-берлински» (реж. С. Крутин) — друг Вари и Вани
- 2012 — «Кулагин и партнёры» (реж. А. Грабарь) — Клим Золотов (41 сезон 18 серия)
- 2012 — «Личная жизнь следователя Савельева» (реж. С. Крутин) — лейтенант полиции Горин (5 серия 3 фильм «Выкуп невесты»)
- 2012 — «Одесса-мама» («Жемчужина у моря») (реж. М. Горобец) — студент консерватории (7 серия)
- 2012 — «Следствие вели с Леонидом Каневским» (реж. Д. Докучаев) — эпизод
- 2013 — «Дело чести» (реж. А. Чистиков) — эпизод
- 2013 — «Чёрные кошки» (реж. Е. Лаврентьев) — лейтенант-интендант Семаков (1-2 серия)
- 2014 — «Гадалка» (реж. О. Найчук) — Влад (5 сезон 90 серия «Винтаж»)
- 2014 — «Знать будущее. Жизнь после Ванги» (реж. Э. Пальмов) — Игорь Сумароков (13 серия «В чужой шкуре»)
- 2014 — «Детективы» (реж. Ю. Харнас) — Александр Николаевич Кторов (9 сезон 18 (1559) серия «Ступеньки детства»)
- 2015 — «Слепая» (реж. А. Левин) — Иван (2 сезон 10 серия «Бывшая»)
- 2015 — «Знать будущее. Жизнь после Ванги» (реж. Э. Пальмов) — Геннадий Северский (2 сезон 32 серия «У меня два мужа»)
- 2016 — «Адвокат» (реж. И. Пятницкий) — Александр Сенцов (9 сезон 9 серия «Отчаяние»)
- 2017 — «Свидетели» (реж. И. Ромащенко) — Антон Викторович Соколов (64 серия «Мальчишник»)
- 2017 — «След» (реж. В. Аравин) — Леонид Михайлович Олейников (1645 серия «Любовь требует жертв»)